# Metachorema
Metachorema is een geslacht van schietmotten van de familie Hydrobiosidae.

## Soorten
- M. gregarium F Schmid, 1957
- M. griseum F Schmid, 1957